# Label Grand Site de France

Logo des Labels Grand Site de France.

Das Label Grand Site de France wird seit 2003 vom französischen Umweltministerium an öffentliche Einrichtungen verliehen, die für die ordnungsgemäße Erhaltung und Aufwertung von bereits klassifizierten Naturgebieten zuständig sind, die über einen hohen Bekanntheitsgrad verfügen und sehr stark besucht werden.
Diese Regelung ist mit dem Grenelle-2-Gesetz vom 12. Juli 2010 in das Umweltgesetzbuch aufgenommen worden.
Das Label wird der mit der Verwaltung und Aufwertung beauftragten lokalen Organisation (Départementrat, Gemeinde, Gemeindeverband, öffentliche Einrichtung usw.) für einen Zeitraum von sechs Jahren verliehen, der verlängert werden kann. Es kann ihr entzogen werden, wenn sie ihren Verpflichtungen nicht nachkommt.
Das Réseau des Grands Sites de France ist ein Verein nach dem Gesetz von 1901, dem einerseits lokale Gebietskörperschaften angehören, die die mit dem Gütesiegel versehenen Grands Sites de France verwalten und die als einzige das offizielle Logo verwenden dürfen, und andererseits Verwaltungsorganisationen, die sich auf dem Weg zum Gütesiegel befinden.
Die Marken Grand Site de France und Grand Site sowie das Logo Grand Site de France wurden vom Umweltministerium beim Institut national de la propriété industrielle (INPI) angemeldet. Sie sind somit Eigentum des französischen Staates.

## Klassifizierte Naturstätten mit dem LabelGrand site de France
Naturgebiete mit dem Label Grand site de France:
| Nr. | Ort                                                          | Region                                 | Koordinaten                 | Bild | Jahr | Ref.   |
| --- | ------------------------------------------------------------ | -------------------------------------- | --------------------------- | ---- | ---- | ------ |
| 01  | Aven d’Orgnac                                                | Auvergne-Rhône-Alpes                   | 44° 18′ 47″ N, 4° 25′ 21″ O |      | 2004 | [ 2 ]  |
| 02  | Pont du Gard                                                 | Okzitanien                             | 43° 56′ 50″ N, 4° 32′ 7″ O  |      | 2004 | [ 3 ]  |
| 03  | Concors - Sainte-Victoire                                    | Provence-Alpes-Côte d’Azur             | 43° 32′ 21″ N, 5° 38′ 43″ O |      | 2004 | [ 4 ]  |
| 04  | Pointe du Raz en Cap Sizun                                   | Bretagne                               | 48° 2′ 25″ N, 4° 44′ 28″ W  |      | 2004 | [ 5 ]  |
| 05  | Bibracte - Mont Beuvray                                      | Bourgogne-Franche-Comté                | 46° 55′ 28″ N, 4° 2′ 6″ O   |      | 2007 | [ 6 ]  |
| 06  | Chaîne des Puys - Puy de Dôme                                | Auvergne-Rhône-Alpes                   | 45° 46′ 20″ N, 2° 57′ 57″ O |      | 2008 | [ 7 ]  |
| 07  | Marais poitevin                                              | Pays de la Loire et Nouvelle-Aquitaine | 46° 19′ 19″ N, 0° 35′ 8″ W  |      | 2010 | [ 8 ]  |
| 08  | Saint-Guilhem-le-Désert et Gorges de l'Hérault               | Okzitanien                             | 43° 44′ 5″ N, 3° 33′ 2″ O   |      | 2010 | [ 9 ]  |
| 09  | Les Deux-Caps Blanc-Nez, Gris-Nez                            | Hauts-de-France                        | 50° 52′ 9″ N, 1° 35′ 12″ O  |      | 2011 | [ 10 ] |
| 10  | Somme-Bucht                                                  | Hauts-de-France                        | 50° 12′ 40″ N, 1° 36′ 19″ O |      | 2011 | [ 11 ] |
| 11  | Massif du Canigou                                            | Okzitanien                             | 42° 31′ 8″ N, 2° 27′ 24″ O  |      | 2012 | [ 12 ] |
| 12  | Puy Mary - Volcan du Cantal                                  | Auvergne-Rhône-Alpes                   | 45° 6′ 51″ N, 2° 40′ 18″ O  |      | 2012 | [ 13 ] |
| 13  | Solutré, Pouilly, Vergisson                                  | Bourgogne-Franche-Comté                | 46° 17′ 55″ N, 4° 43′ 6″ O  |      | 2013 | [ 14 ] |
| 14  | Kleine Camargue                                              | Okzitanien                             | 43° 33′ 3″ N, 4° 16′ 17″ O  |      | 2014 | [ 15 ] |
| 15  | Cirque de Navacelles                                         | Okzitanien                             | 43° 53′ 35″ N, 3° 30′ 36″ O |      | 2017 | [ 16 ] |
| 16  | Îles Sanguinaires - Pointe de la Parata                      | Korsika                                | 41° 53′ 0″ N, 8° 36′ 0″ O   |      | 2017 | [ 17 ] |
| 17  | Conca d'Oru, vignoble de Patrimonio - golfe de Saint-Florent | Korsika                                | 42° 40′ 37″ N, 9° 20′ 9″ O  |      | 2017 | [ 18 ] |
| 18  | Dunes sauvages de Gâvres à Quiberon                          | Bretagne                               | 47° 38′ 6″ N, 3° 12′ 9″ W   |      | 2018 | [ 19 ] |
| 19  | Cap d'Erquy - Cap Fréhel                                     | Bretagne                               | 48° 40′ 0″ N, 2° 19′ 0″ W   |      | 2019 | [ 20 ] |
| 20  | Tal der Vézère                                               | Nouvelle-Aquitaine                     | 45° 9′ 30″ N, 1° 31′ 55″ O  |      | 2020 | [ 21 ] |
| 21  | Estuaire de la Charente - Arsenal de Rochefort               | Nouvelle-Aquitaine                     | 45° 56′ 6″ N, 0° 57′ 29″ W  |      | 2020 | [ 22 ] |
| 22  | Gorges du Tarn, de la Jonte et Causses                       | Okzitanien                             | 44° 20′ 24″ N, 3° 27′ 58″ O |      | 2024 | [ 23 ] |
| 23  | Salagou - Cirque de Mourèze                                  | Okzitanien                             | 43° 38′ 30″ N, 3° 21′ 38″ O |      | 2024 | [ 24 ] |